# Palais de la Paix
Le palais de la Paix (en néerlandais : Vredespaleis, [ˈvreːdəspaːˌlɛis]) est le siège de la Cour permanente d'arbitrage, de la Cour internationale de justice des Nations unies, de l'Académie de droit international de La Haye et de la bibliothèque du Palais de la Paix, à La Haye (Pays-Bas).
Inauguré en 1913 et classé au titre de monument national, le palais est également régulièrement le siège d'événements dans le domaine du droit international public et de la politique internationale.

## Origine

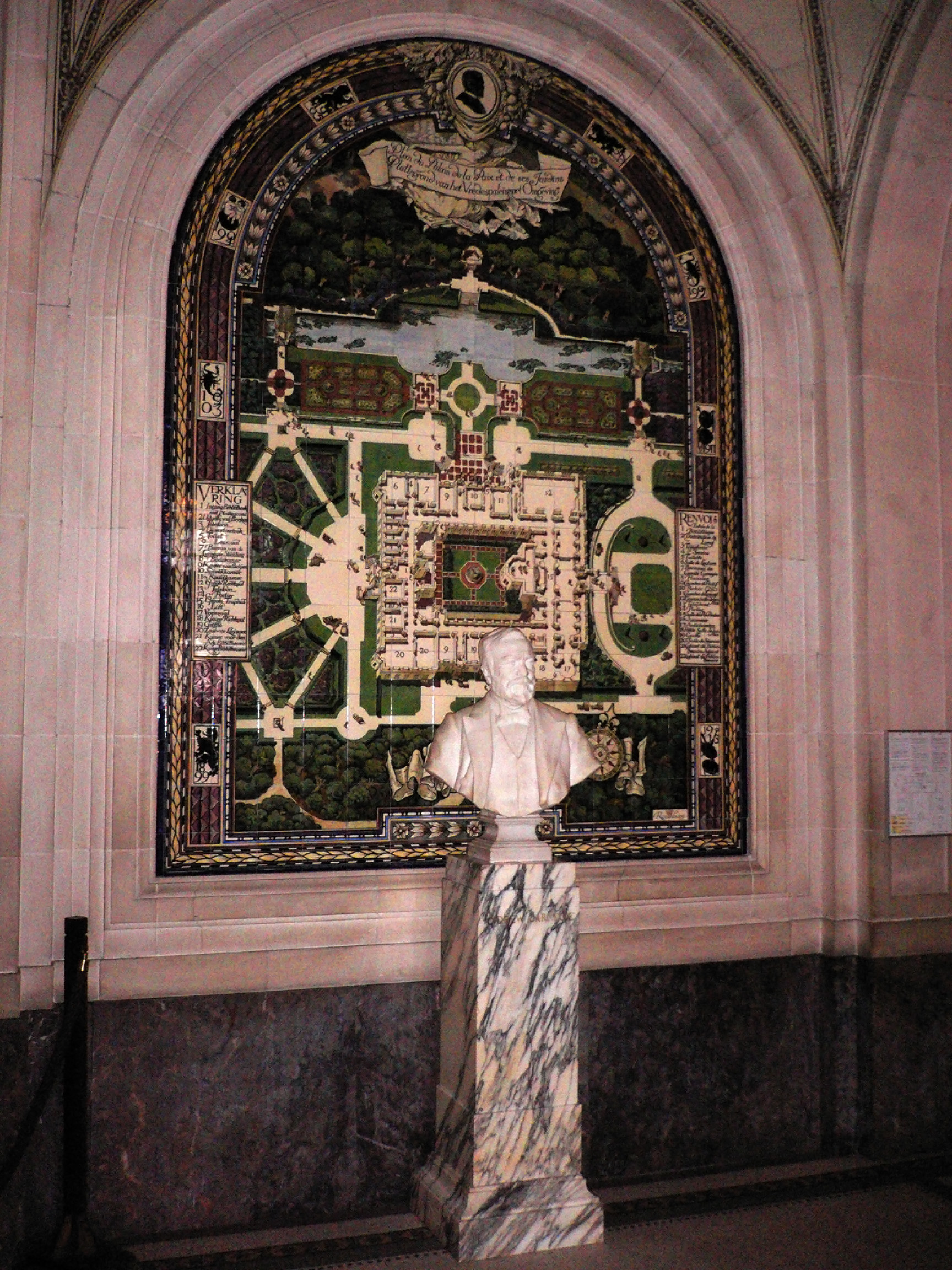
Buste d'Andrew Carnegie et le plan originel du palais à l'époque de sa construction.

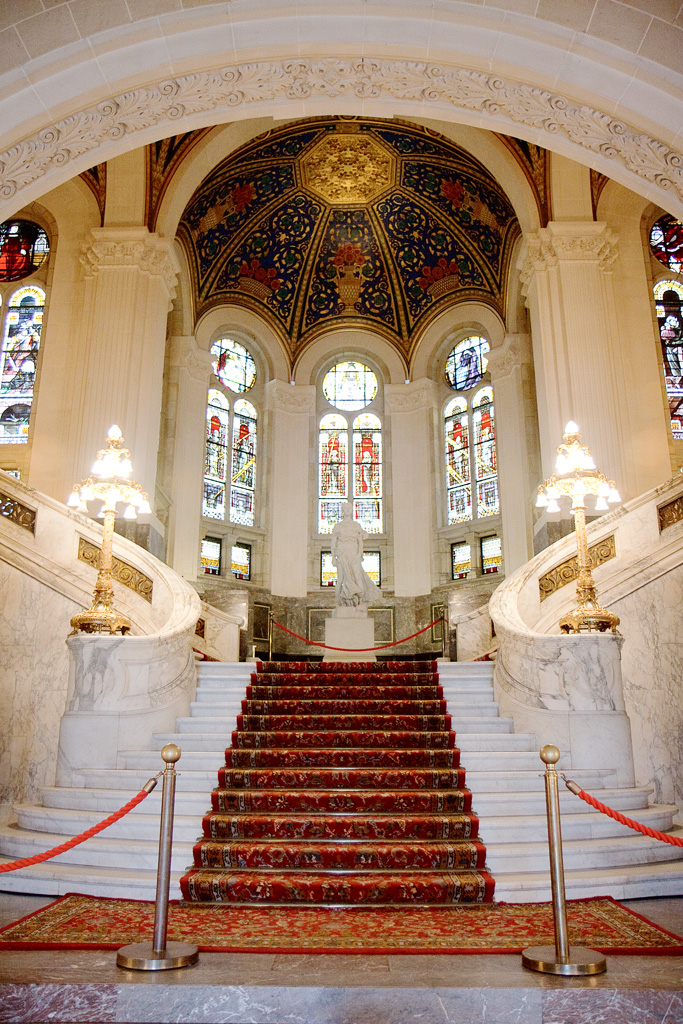
Hall d'entrée.

L'idée d'un palais de la Paix vient d'une discussion en 1900 entre deux diplomates, le russe Frédédric Fromhold de Martens et l'américain Andrew Dickson White, sur la nécessité d'avoir des locaux pour la Cour permanente d'arbitrage instituée par la première conférence de La Haye de 1899. White contacte à ce sujet son ami et bienfaiteur Andrew Carnegie. Carnegie n'est pas enthousiaste tout de suite, et veut se limiter à financer une bibliothèque de droit international. White le connaît bien et en 1903, Carnegie donne son accord pour une donation de 1,5 million de dollars pour la construction d'un temple de la paix hébergeant la cour d'arbitrage et la bibliothèque.
Carnegie souhaite remettre l'argent directement à la reine Wilhelmine des Pays-Bas mais la loi néerlandaise ne le permettait pas. Il est alors créé en novembre 1903, la fondation Carnegie dédiée « à la construction, la gestion et l'entretien d'un tribunal et d'une bibliothèque à l'attention de la cour permanente d'arbitrage ». Cette fondation est toujours responsable de la gestion et l'entretien du palais de la paix.
Le site choisi appartient au XIXe siècle en partie à des familles d’aristocrates, ainsi qu'à la Maison royale. Deux siècles auparavant, il est la propriété du poète et politicien Jacob Cats, qui est grand-pensionnaire de Hollande et y fait bâtir la Catshuis, actuelle résidence officielle du Premier ministre qui se trouve à environ 750 mètres du palais. Les souverains néerlandais y disposaient également d'un petit palais d’été, le palais de Rustenburg, qui fut la dernière demeure de la grande-duchesse Anna Paulowna (1795-1865), veuve du roi Guillaume II qui s'y retira après la mort de son époux en 1849. Lors de la construction du palais de la Paix, le palais de Rustenburg servit de bureau de construction avant d'être démoli lors de l’aménagement des jardins.

## Construction

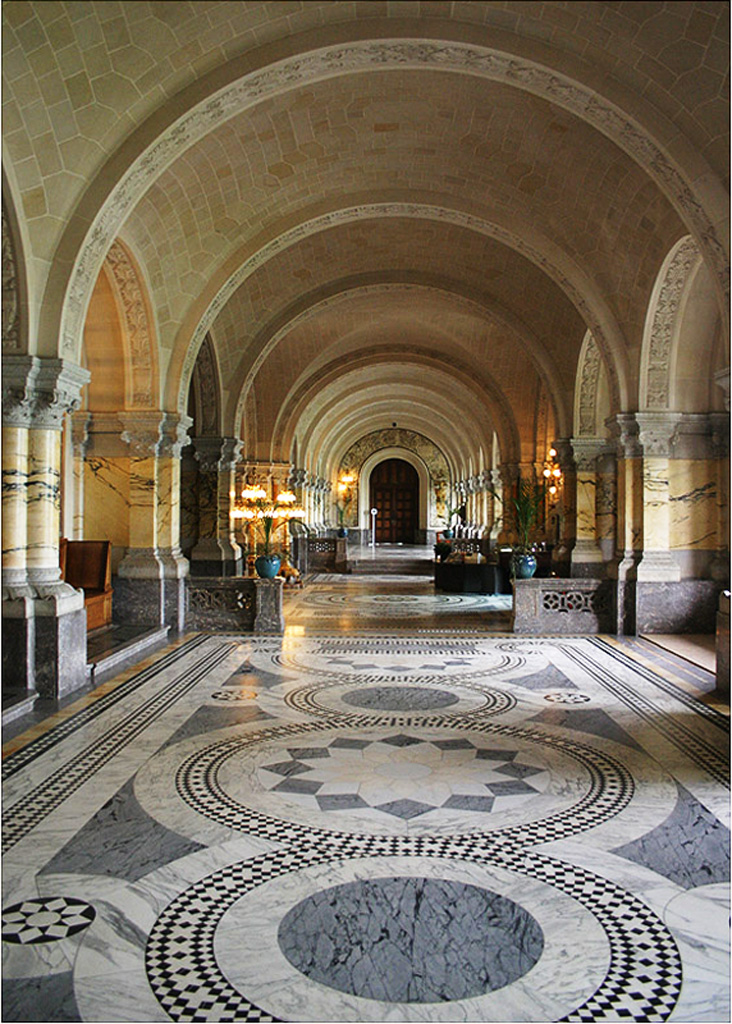
Hall principal.

Le bâtiment fait l'objet d'un concours international, gagné par l'architecte français Louis Marie Cordonnier avec un projet de style néo-Renaissance. Pour ne pas dépasser le budget, quelques modifications sont nécessaires et sont faites par Cordonnier et son associé néerlandais, Ad van der Steur. Le palais, prévu avec deux grands clochers et deux plus petites tours derrière, n'aura qu'un seul clocher et une petite tour sur la façade du palais ; et la bibliothèque, au lieu d'être un bâtiment annexe, sera intégrée au palais.
Les jardins du palais sont l'œuvre de l'architecte paysagiste Thomas Hayton Mawson (en), qui, pour les mêmes raisons budgétaires, doit réaménager son projet et retirer quelques fontaines. La première pierre est posée en 1907, à l'occasion de la seconde conférence de La Haye. La construction commence quelque temps plus tard et est achevée le 28 août 1913. Le palais est inauguré officiellement par la reine Wilhelmine des Pays-Bas et, entre autres, Andrew Carnegie. En 1914, le peintre français Albert Besnard réalise un décor intitulé La Paix par l'arbitrage.
Au palais, se trouvent les cadeaux faits par les partenaires de la conférence de La Haye en gage de soutien. Parmi ces présents, on trouve un vase en jaspe de 3 200 kilos, offert par la Russie, des portes en fer et cuivre de Belgique, du marbre d'Italie, une fontaine du Danemark, des tapisseries du Japon, la pendule du clocher de Suisse et du bois d'Indonésie et des États-Unis.

Galerie non exhaustive des œuvres d'art, dans le palais de la Paix
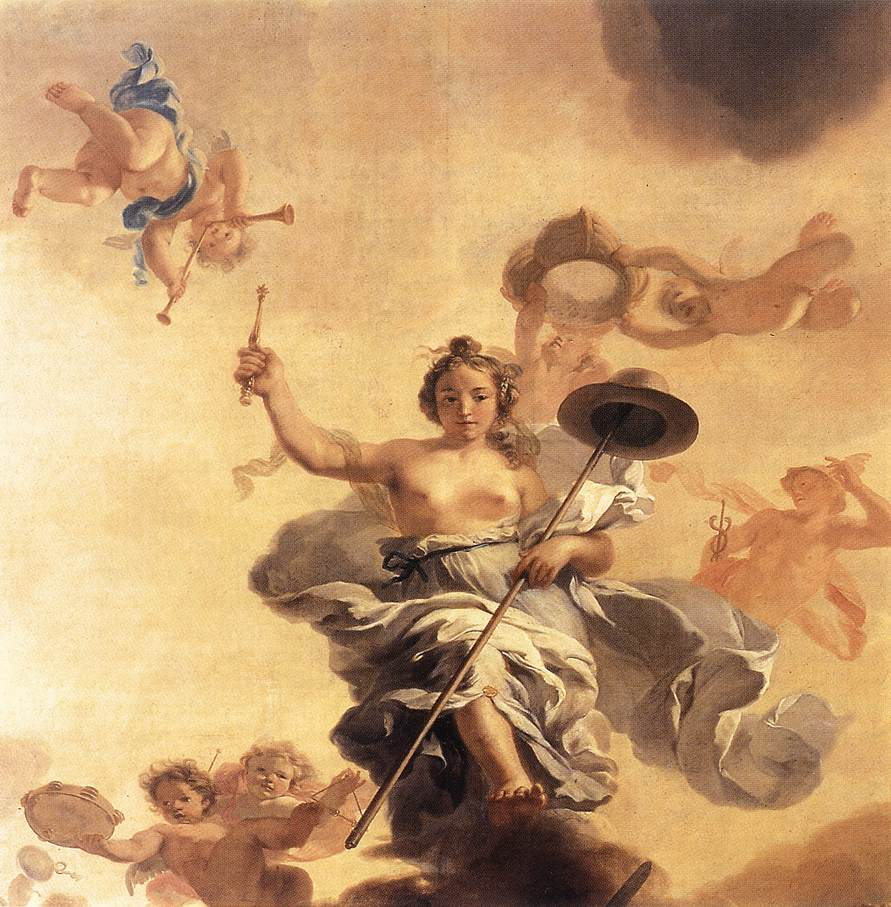
Allégorie de la liberté du commerce, par Gérard de Lairesse, (1672)
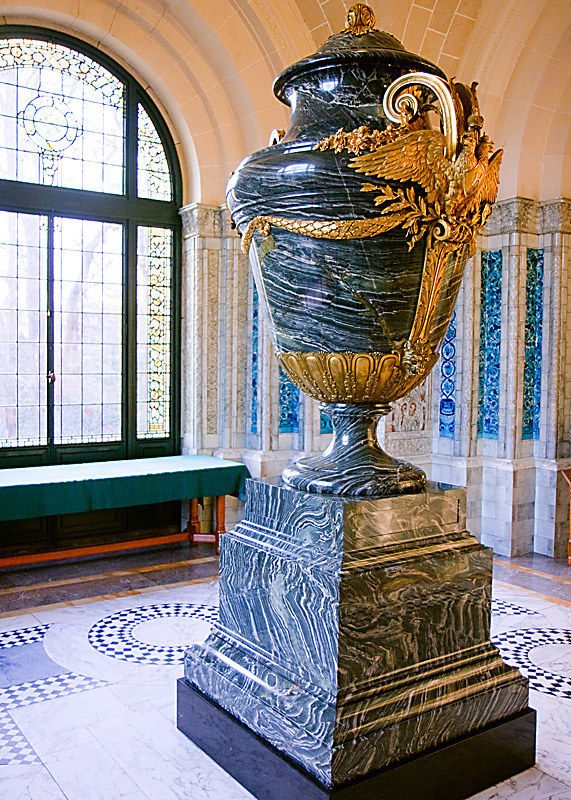
Vase en jaspe, offert par la Russie
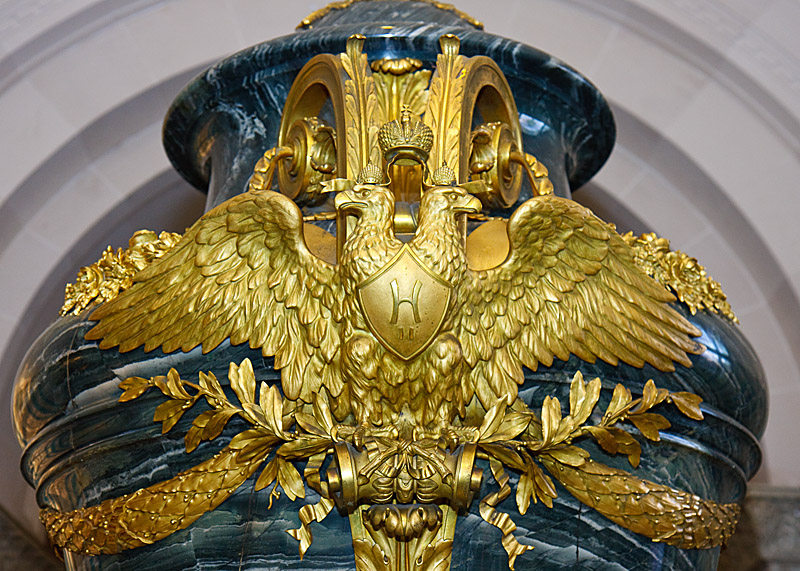
Détail de l'ornementation du vase
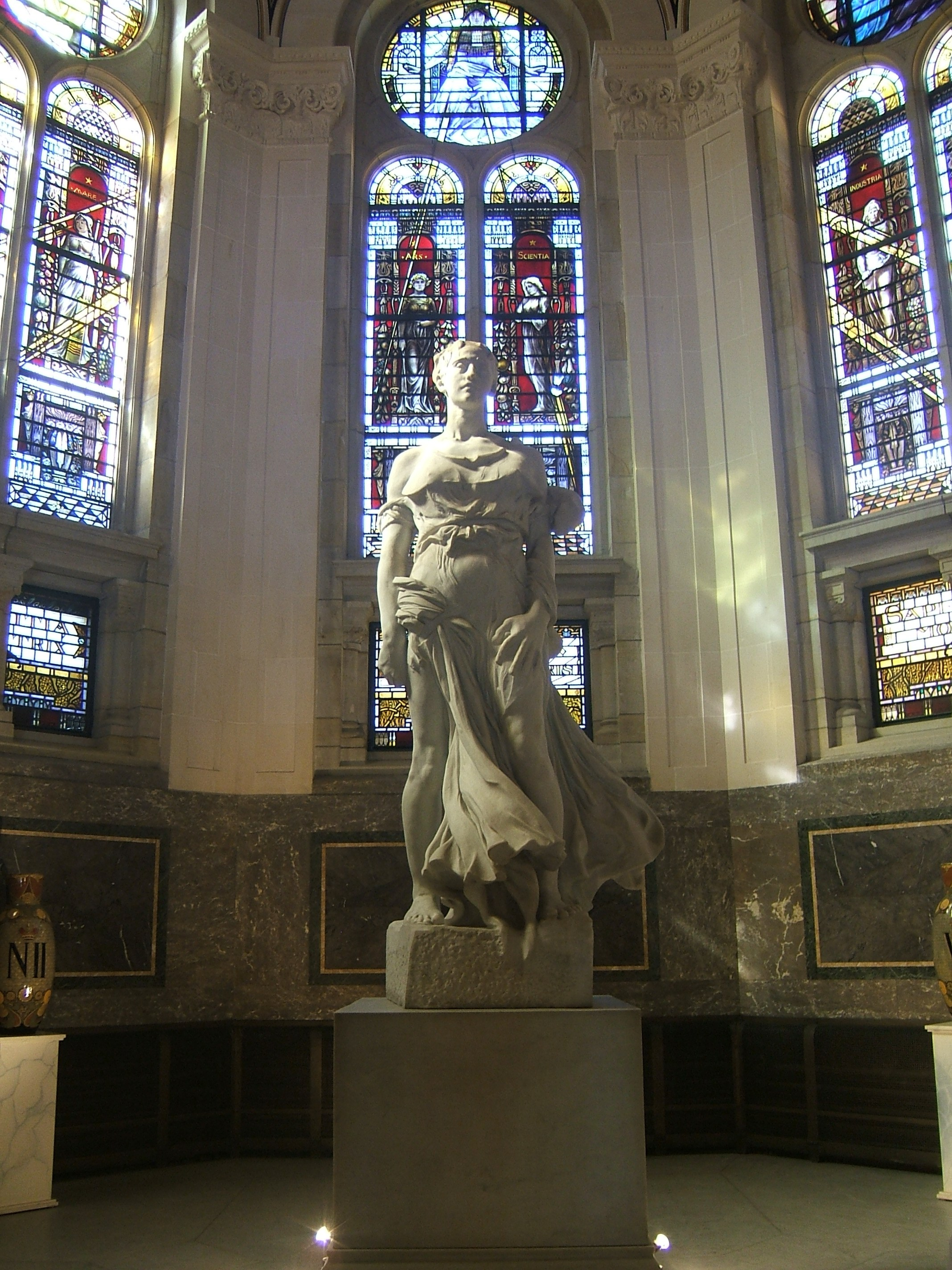
Statue de La Haye
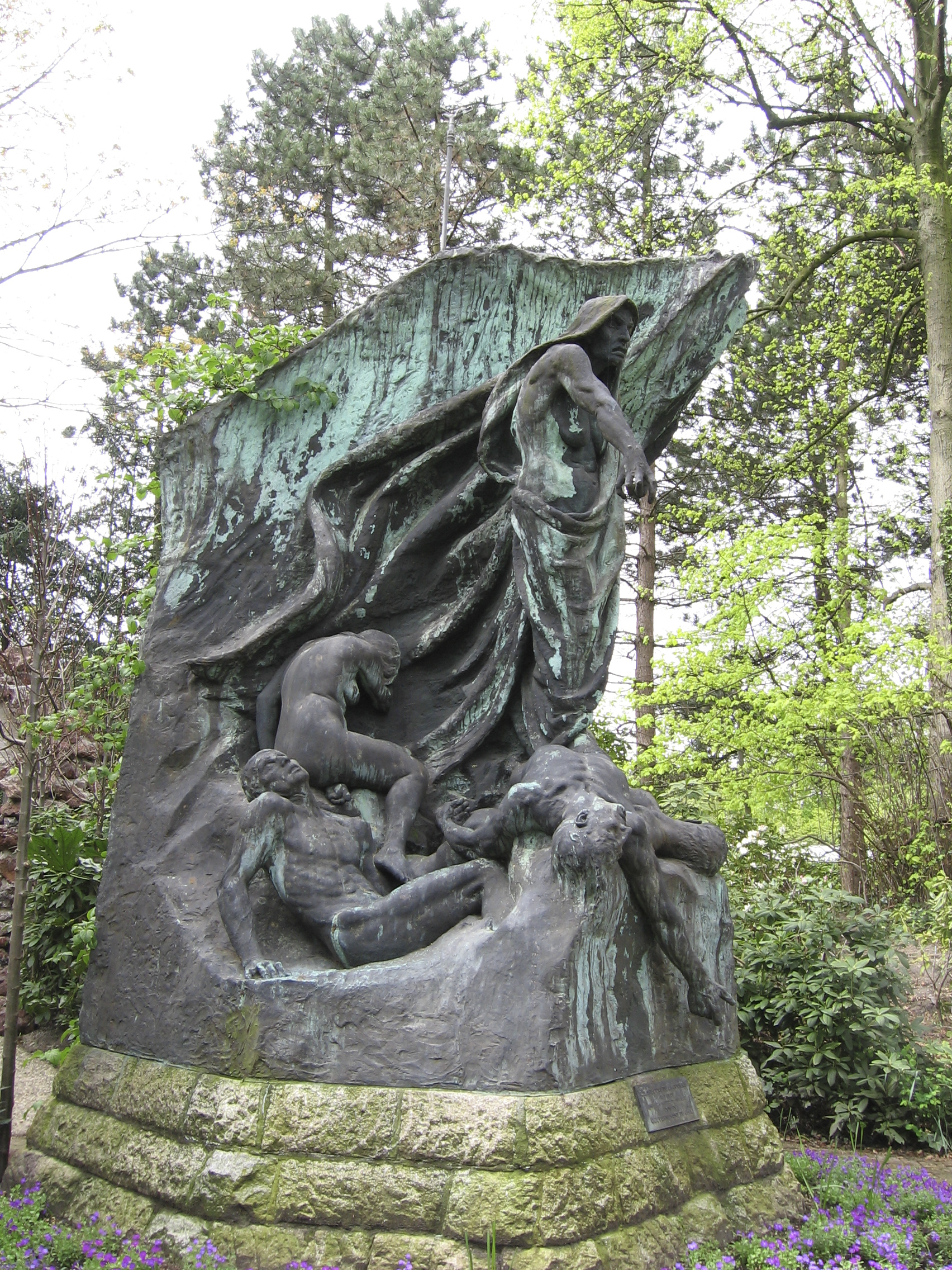
Rebeca Matte Bello, Spectre de la Guerre
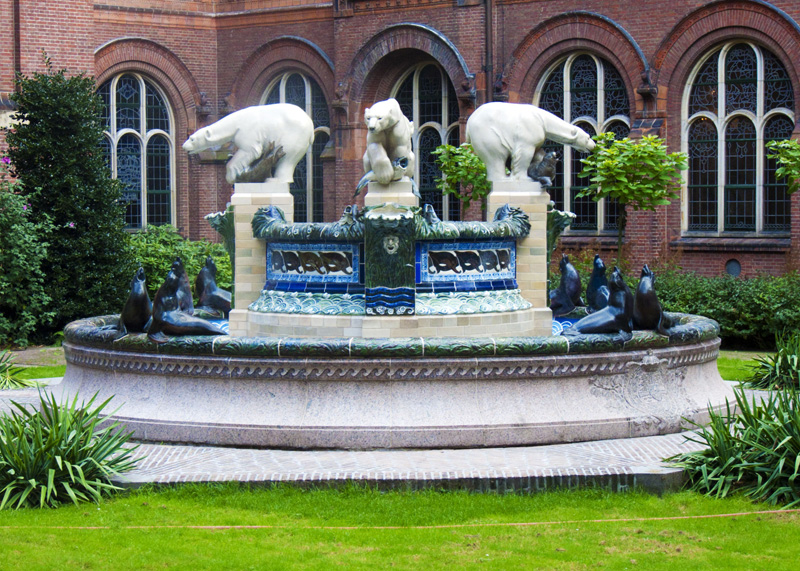
Fontaine dans la cour du palais, offerte par le Danemark

Le palais recèle aussi les bustes ou représentations de personnalités représentatives de la paix dans toutes les époques.

Bustes des personnalités de Paix
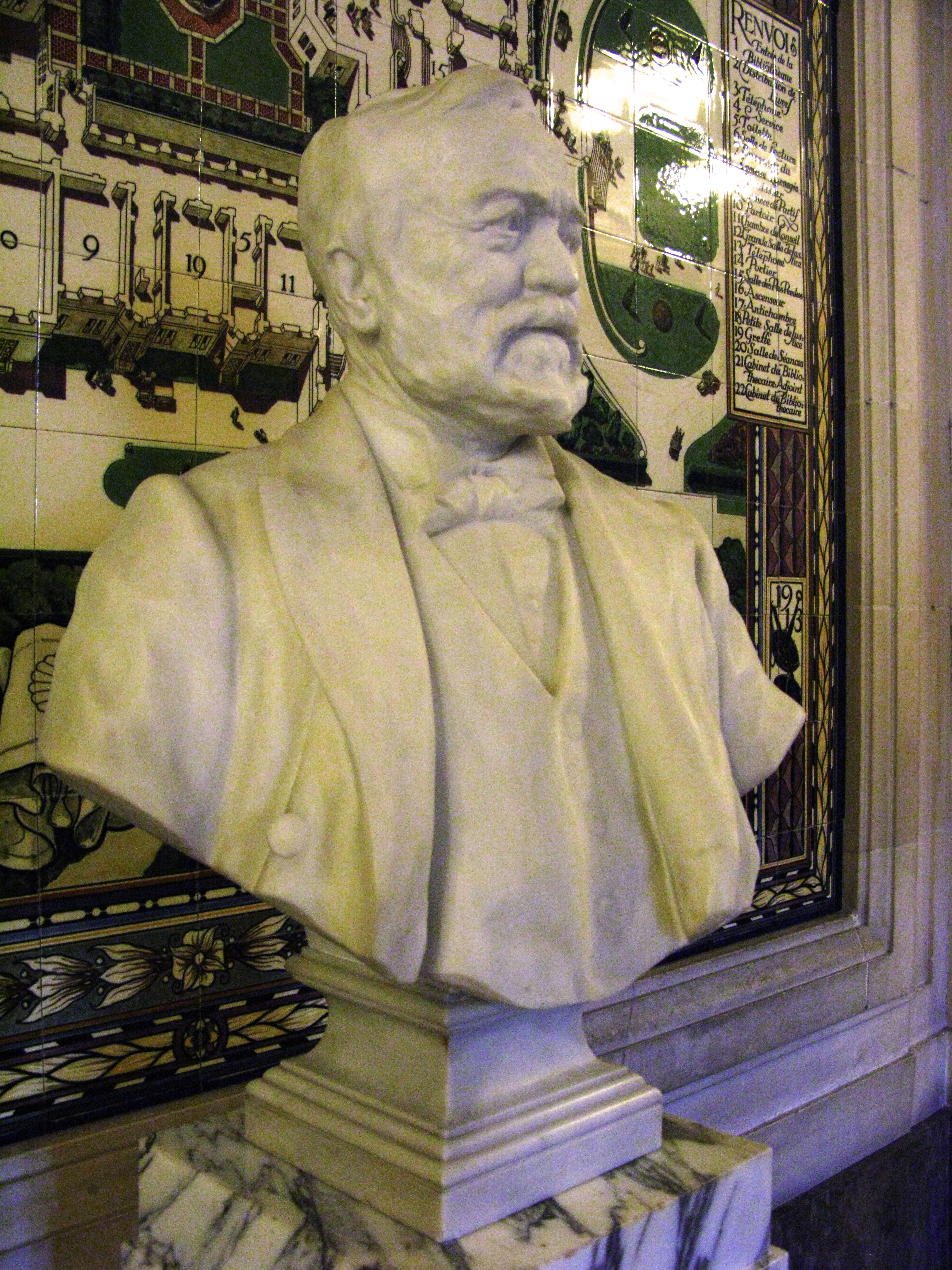
Andrew Carnegie
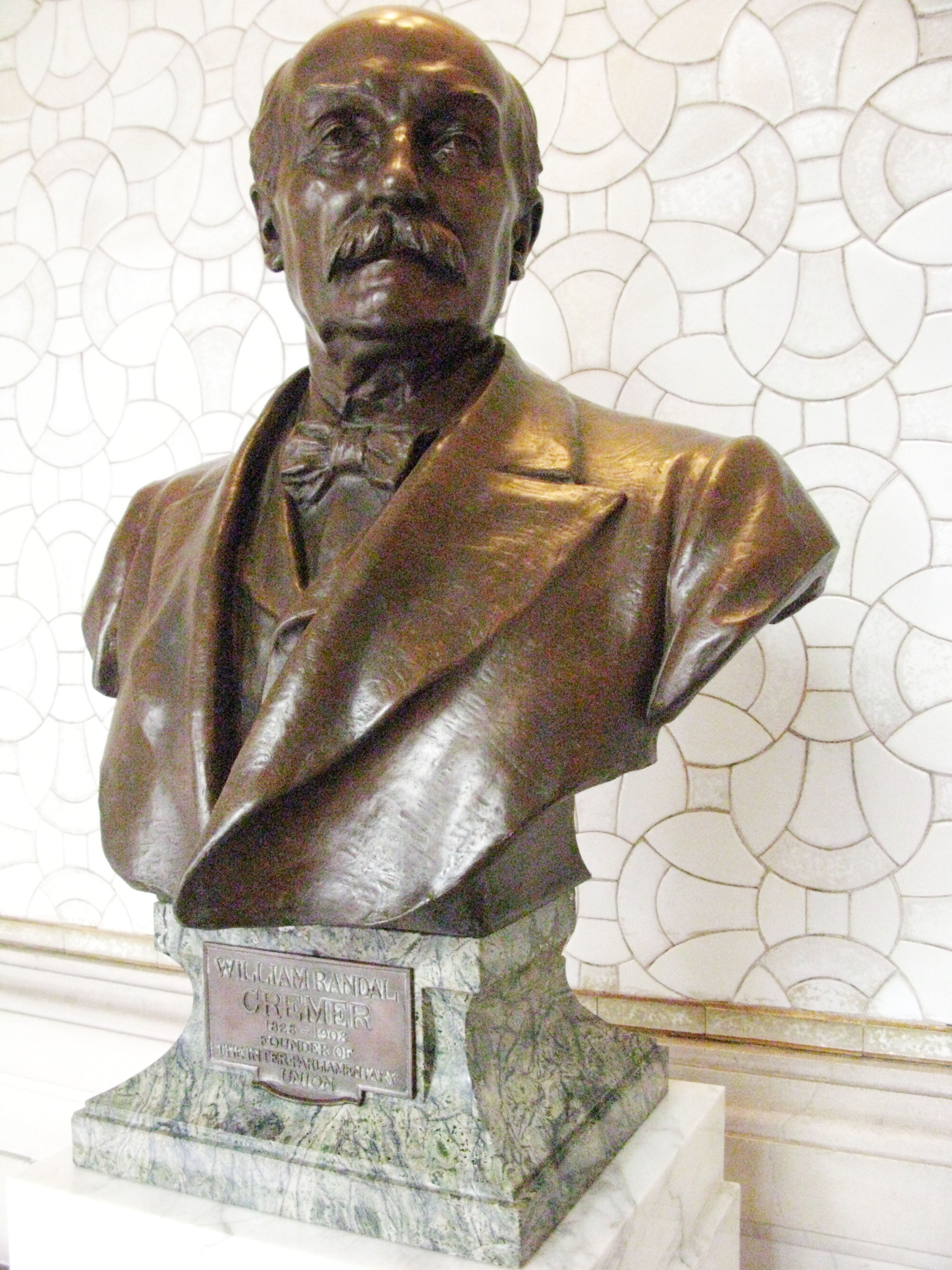
William Randal Cremer
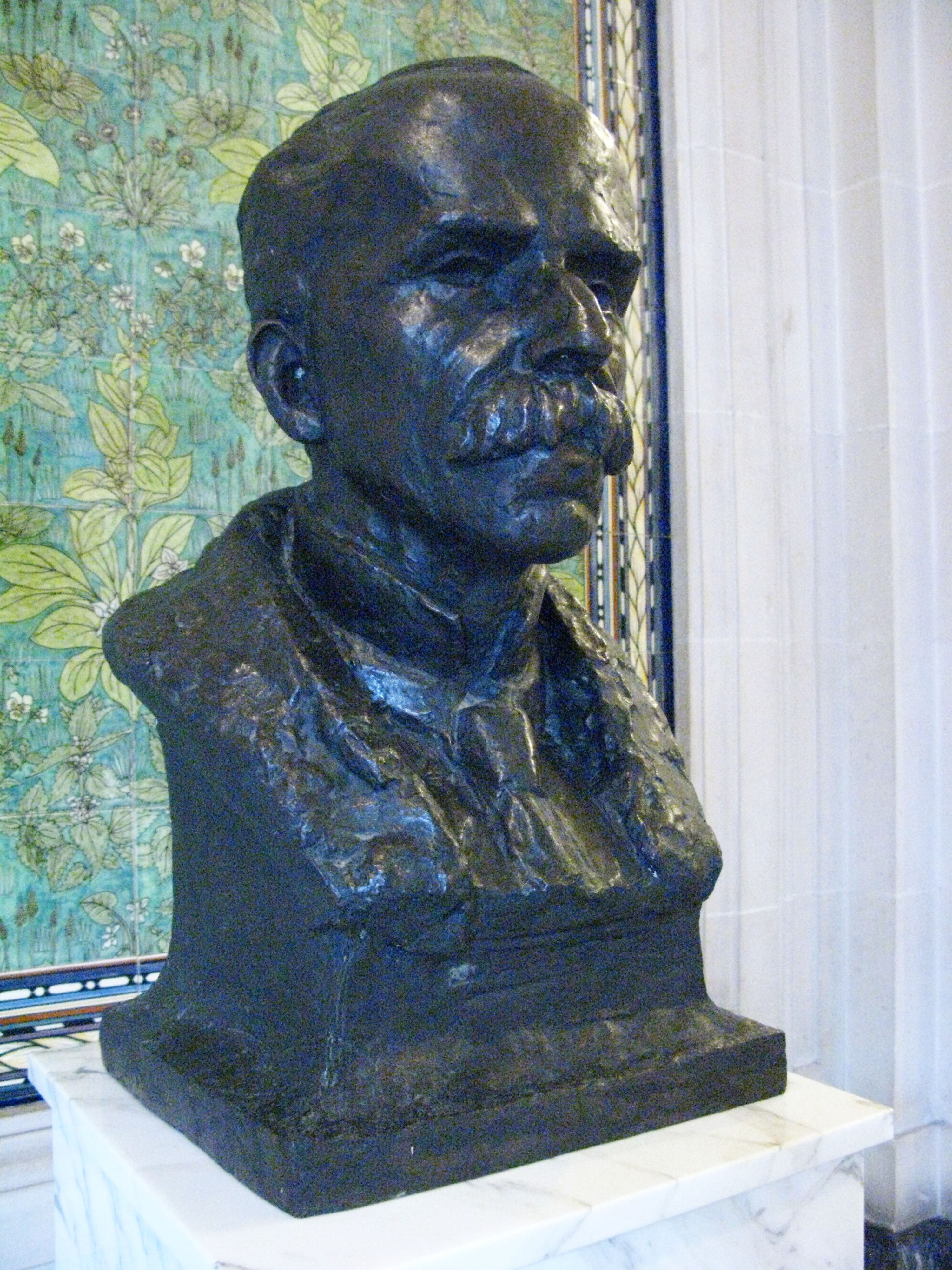
Rui Barbosa
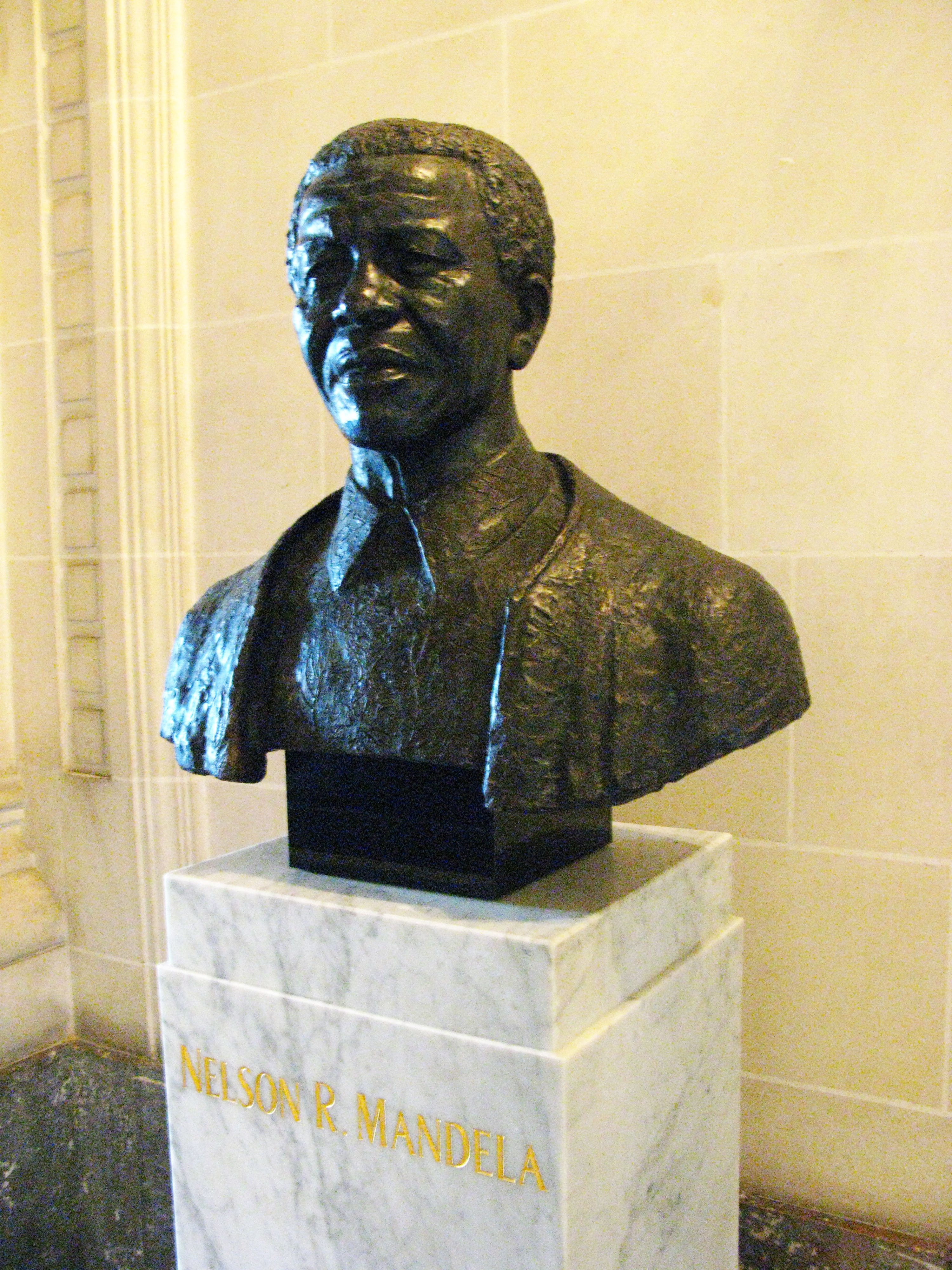
Nelson Mandela
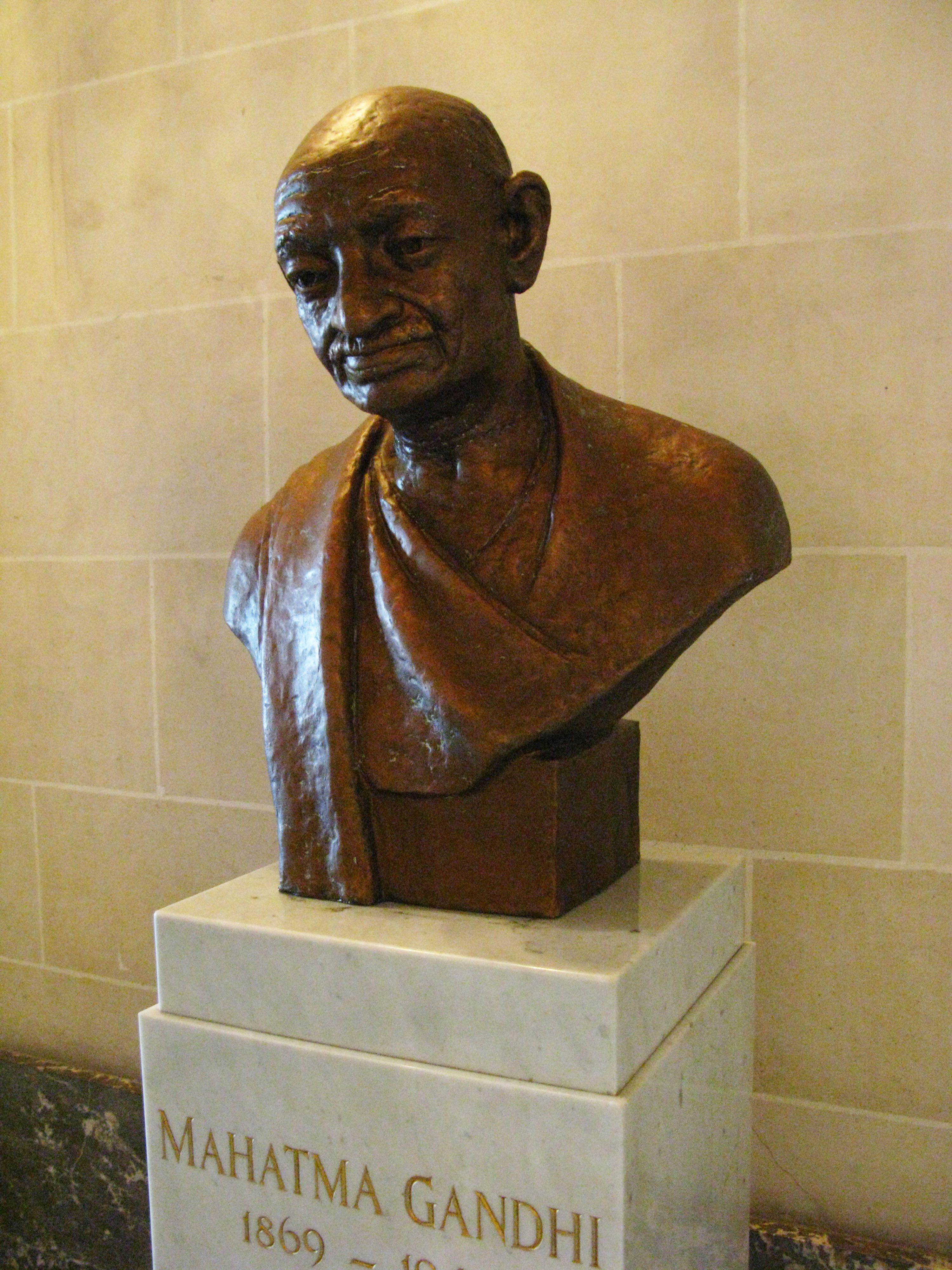
Mahatma Gandhi
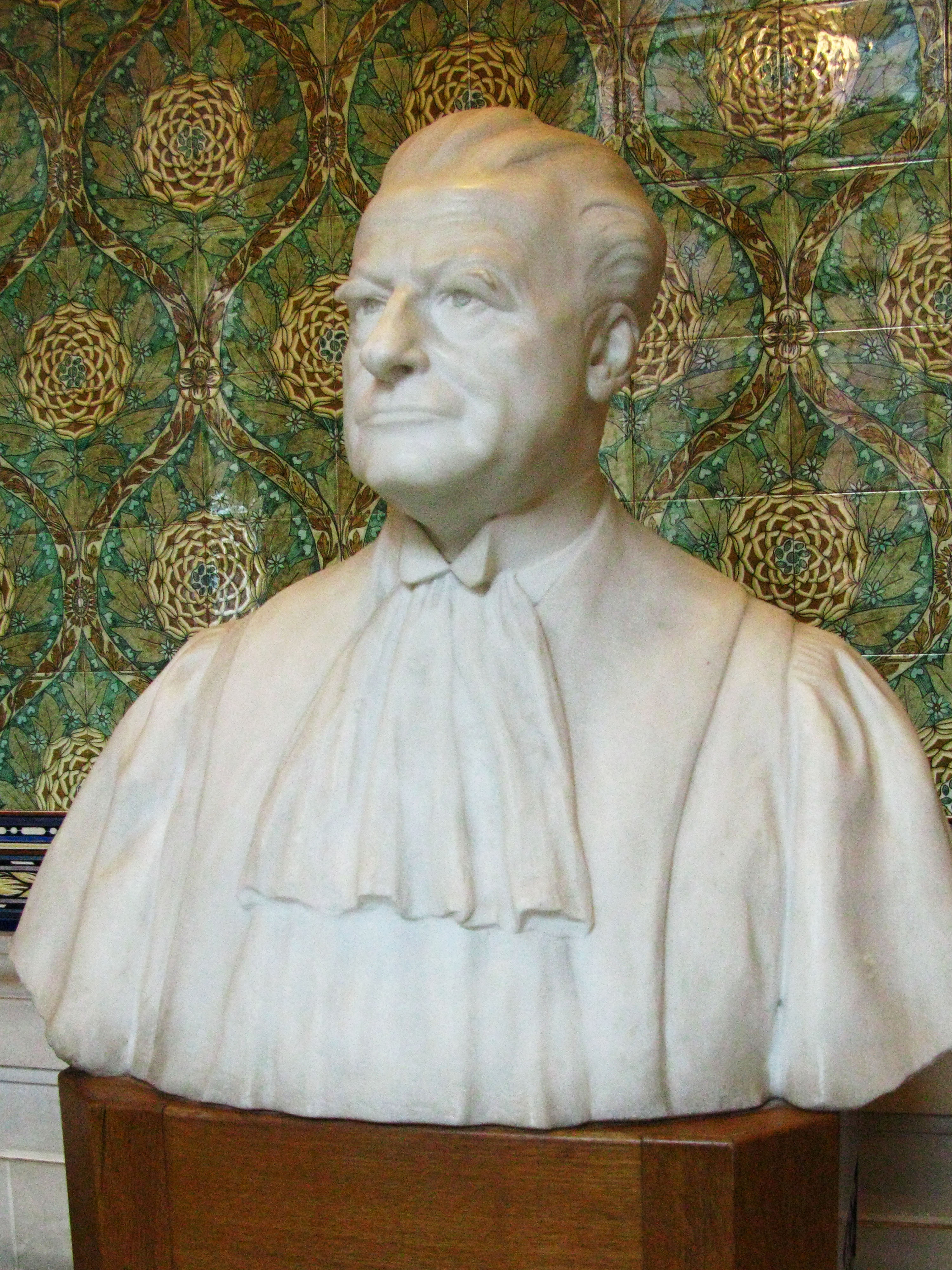
Bernard Loder
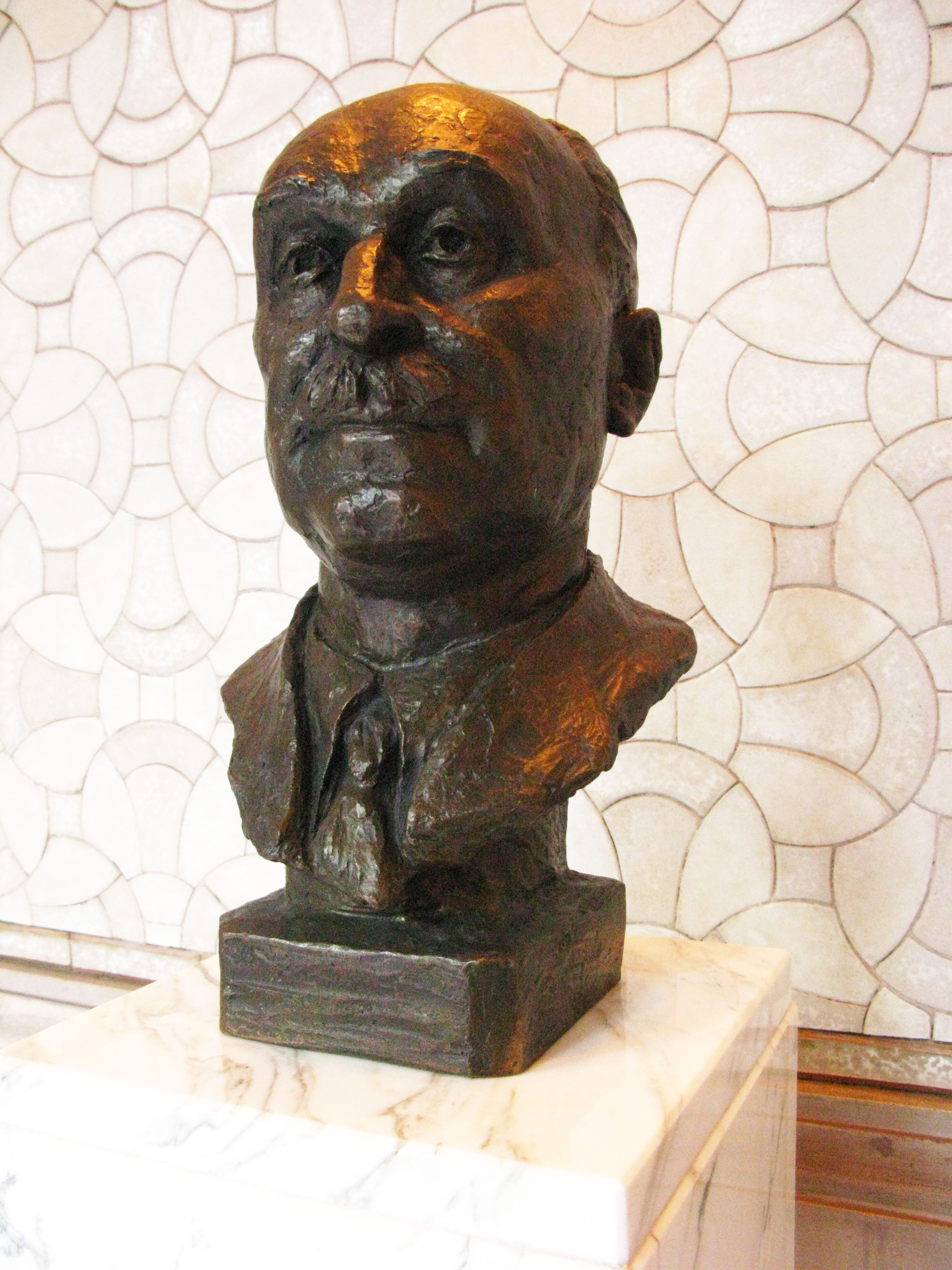
Jean Monnet
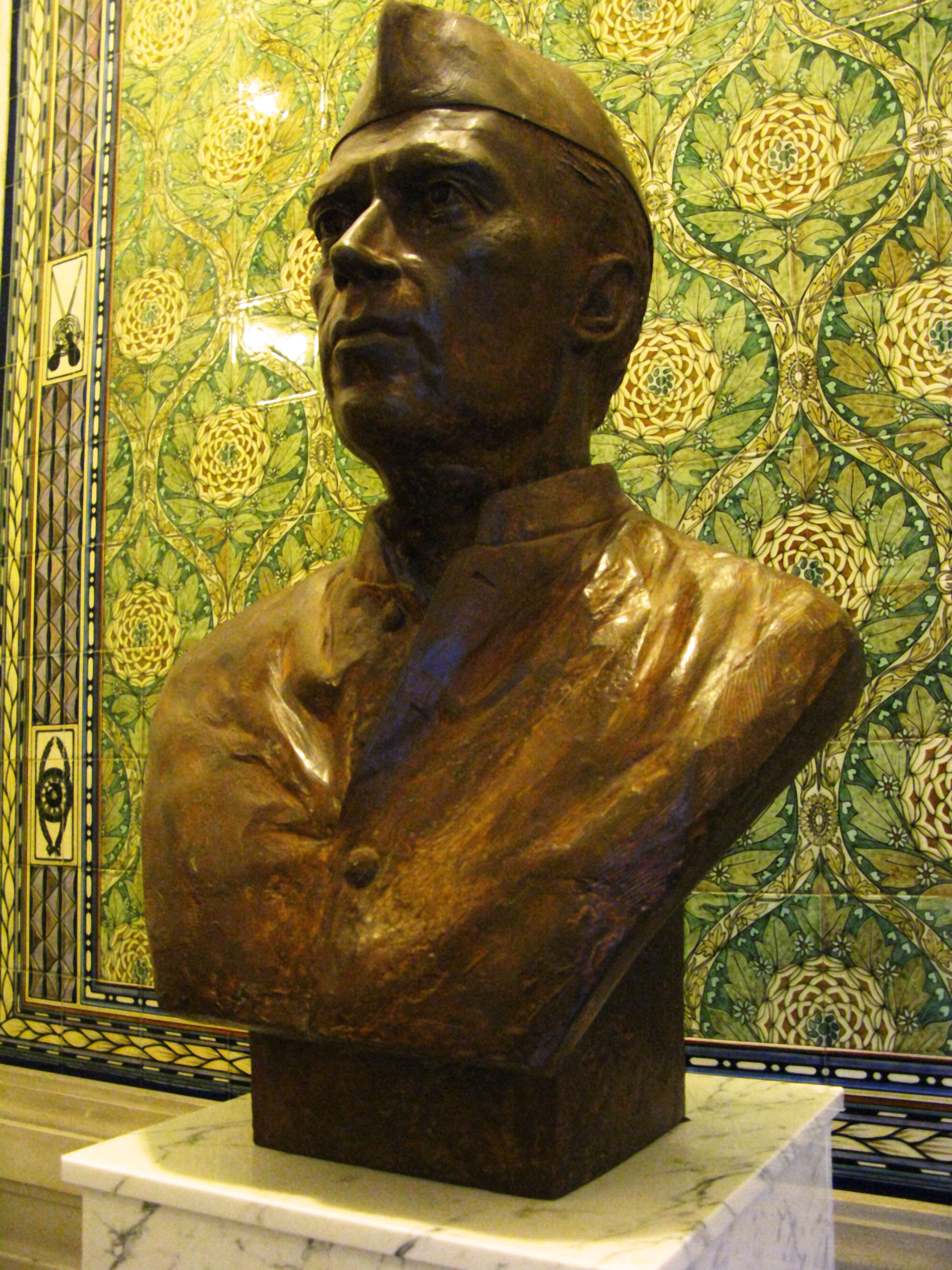
Jawaharlal Nehru

Sur la place, devant le palais se déroulent régulièrement des manifestations liées à des conflits territoriaux ou de droit international. En 1999, une flamme éternelle, la « flamme de La Haye », est installée à proximité de l'entrée.

## Extensions

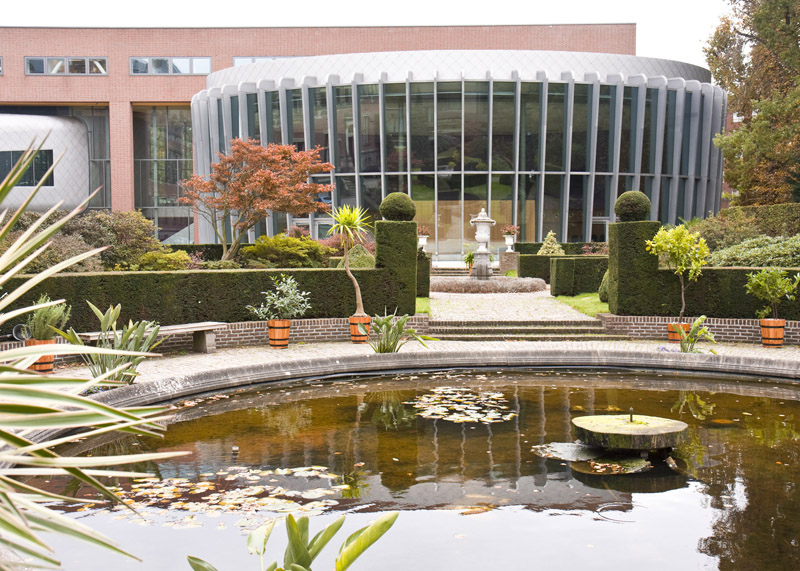
La bibliothèque et l'académie de droit international.

Début 2007, un nouveau bâtiment annexe est ouvert derrière le palais de la Paix, destiné à abriter la bibliothèque et l'Académie de droit international de La Haye.
Le 8 avril 2014, le Palais reçoit le label du patrimoine européen.

## Organisations résidentes
Les organisations résidentes sont :

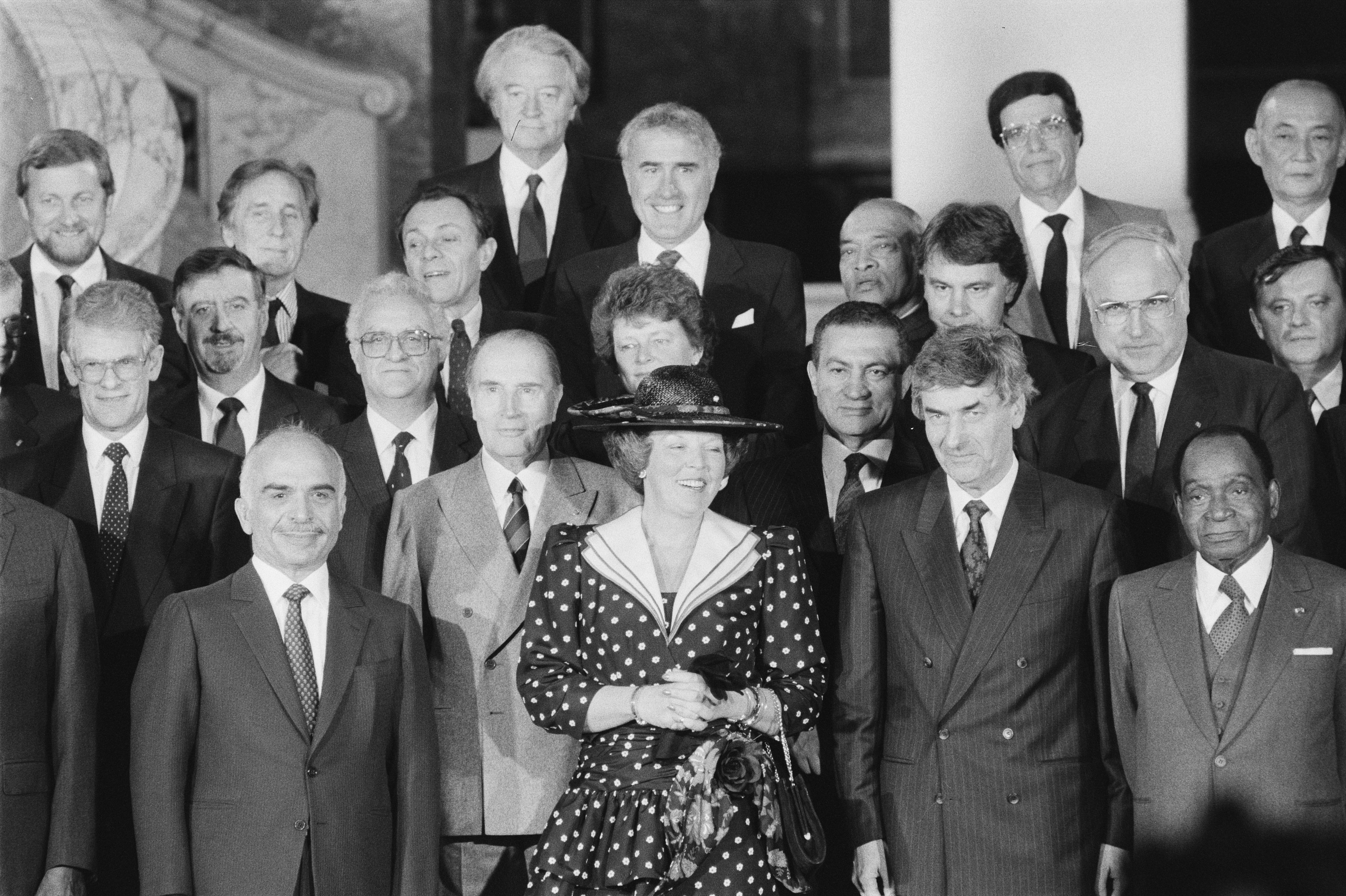
La reine Beatrix et le Premier ministre Ruud Lubbers lors d'un sommet international au palais de la Paix, en 1989.

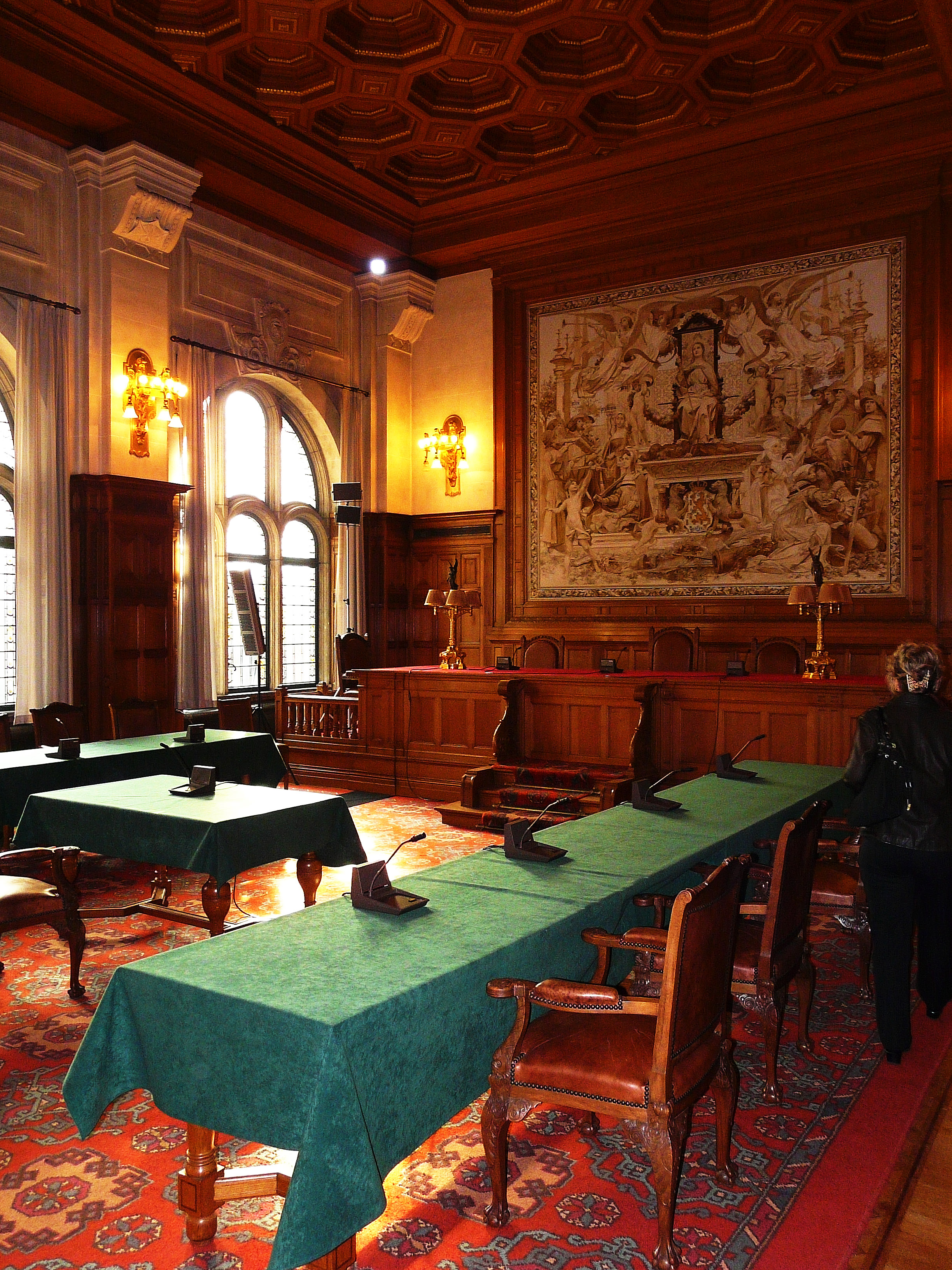
Une des salles de réunion de la Cour permanente d'arbitrage.

- la Cour permanente d'arbitrage, 1913, l'organisation pour laquelle le bâtiment a été construit,
- La bibliothèque du palais de la paix, 1913, le plan original de Carnegie était le financement d'une bibliothèque de droit international,
- La fondation Carnegie,
- L'Académie de droit international de La Haye, 1923, mise en place en 1914, fondée par Tobias Asser et financée par un autre projet de Carnegie, le Carnegie Endowment for International Peace, 1910,
- La Cour permanente internationale de justice, 1922 à 1946, en 1922, cette organisation de la Société des Nations prend son siège dans le bâtiment. La bibliothèque doit déménager vers une dépendance. Cette cour sera remplacée par la suivante.
- La Cour internationale de justice, 1946, créée en même temps que l'organisation des Nations unies, en 1946, pour en être l'organe judiciaire. Certains tribunaux tel le tribunal pénal international pour l'ex-Yougoslavie sont par manque de place installées en d'autres bâtiments à La Haye.

Les cours sont indépendantes les unes des autres bien qu'elles fassent parfois appel aux mêmes juges internationaux.